# John Sutton (3e baron Dudley)
Pour les articles homonymes, voir John Sutton.
John Sutton, 3e baron Dudley (1494-1553), communément appelé Lord Quondam, est un noble anglais.

## Biographie
John Sutton est né en 1494, au château de Dudley, dans le Worcestershire, le fils aîné et héritier d'Edward Sutton (2e baron Dudley) (en) et de son épouse Cicely (Willoughby) Sutton. Le 30 octobre 1501, il est fiancé à Cecily Grey (une fille de Thomas Grey (1er marquis de Dorset), et de Cecily Bonville, sa femme, suo jure baronne Harington et baronne Bonville), qu'il épouse par la suite. John est fait chevalier le 13 octobre 1513 et succède à son père en tant que baron Dudley en 1532. Il commence aussitôt à vendre son patrimoine, dont la moitié du Château de Powis. Il n'a jamais été convoqué au Parlement.
John Sutton acquiert le surnom de « Lord Quondam » (« Lord Has-been » ou « Lord Anciennement ») lorsqu'il permet que son domaine, notamment le château de Dudley, tombe entre les mains de son cousin, John Dudley, duc de Northumberland. Northumberland réside au château de Dudley et ajoute de nouvelles et magnifiques structures à l'ancienne forteresse.

## Famille
John Sutton a plusieurs frères plus jeunes : Thomas, William, Arthur, Geoffery et George.
John Sutton et son épouse, Cecily Grey, sont les parents des enfants suivants :
- Edward Sutton (4e baron Dudley) (en) ;
- Le capitaine Henry Sutton Dudley ;
- George Sutton ;
- Marguerite Sutton ;
- Thomas Sutton ;
- Dorothée Sutton ;
- Elizabeth Sutton ;
- Robert Sutton.

Après avoir perdu le château de Dudley en 1537, John Sutton, qui conserve le titre de Lord Dudley, choisit une résidence urbaine à Tothill Street à Westminster. Il meurt dans le Middlesex et est enterré le 18 septembre 1553 à St Margaret's, Westminster, Londres ; sa femme y est enterrée le 28 avril 1554. John Dudley, duc de Northumberland est exécuté le 22 août de la même année 1553.
Après l'exécution de Northumberland, le château de Dudley est confisqué par la couronne, et en 1555 est rendu par la reine Mary au fils aîné de Lord Dudley, Edward Sutton, 4e baron Dudley.